# Irving Peña
Irving Peña (Guadalajara, Jalisco, 21 de mayo de 1988) es un actor y modelo mexicano.

## Filmografía

### Televisión
| Año       | Título                | Papel                 | Notas                              |
| --------- | --------------------- | --------------------- | ---------------------------------- |
| 2016-2018 | Señora Acero          | David Casares         | Serie de televisión (49 episodios) |
| 2018      | Like: La leyenda      | Miguel                | Serie de televisión (54 episodios) |
| 2018-2020 | La casa de las flores | Alfonso "Poncho" Cruz | Serie de televisión (16 episodios) |
| 2019-2021 | Se rentan cuartos     | Tato                  | Serie de televisión (40 episodios) |

### Cine
| Año  | Título         | Papel              | Notas                         |
| ---- | -------------- | ------------------ | ----------------------------- |
| 2018 | Rencor Tatuado | Vicente Colmenares | dirigida por Julián Hernández |